# Somerton (Arizona)
Somerton és una població dels Estats Units a l'estat d'Arizona. Segons el cens del 2007 tenia 11.242 habitants.

## Demografia
Segons el cens del 2000, Somerton tenia 7.266 habitants, 1.818 habitatges, i 1.652 famílies La densitat de població era de 2.109,3 habitants/km².
Dels 1.818 habitatges en un 59,4% hi vivien nens de menys de 18 anys, en un 70,9% hi vivien parelles casades, en un 16,3% dones solteres, i en un 9,1% no eren unitats familiars. En el 7,8% dels habitatges hi vivien persones soles el 4,2% de les quals corresponia a persones de 65 anys o més que vivien soles. El nombre mitjà de persones vivint en cada habitatge era de 3,99 i el nombre mitjà de persones que vivien en cada família era de 4,21.
Per edats la població es repartia de la següent manera: un 38,9% tenia menys de 18 anys, un 11,2% entre 18 i 24, un 28,3% entre 25 i 44, un 14,4% de 45 a 60 i un 7,2% 65 anys o més.
L'edat mediana era de 25 anys. Per cada 100 dones de 18 o més anys hi havia 92,3 homes.
La renda mediana per habitatge era de 26.544 $ i la renda mediana per família de 27.944 $. Els homes tenien una renda mediana de 21.619 $ mentre que les dones 16.677 $. La renda per capita de la població era de 7.960 $. Aproximadament el 24% de les famílies i el 26,6% de la població estaven per davall del llindar de pobresa.

## Poblacions més properes
El següent diagrama mostra les poblacions més properes.